# Exopetalium
Exopetalium is een monotypisch geslacht van kevers uit de familie van de klopkevers (Anobiidae).

## Soort
- Exopetalium basilewskyi Español, 1963